# Гринівці (Житомирський район)
Грині́вці — село в Україні, у Любарській територіальній громаді Житомирського району Житомирської області. Чисельність населення становить 524 особи (2001). У 1923—60 роках — адміністративний центр колишньої однойменної сільської ради.

## Населення
За довідником 1885 року в поселенні мешкало 839 осіб, дворів — 85.
Відповідно до результатів перепису населення Російської імперії 1897 року, загальна кількість мешканців становила 1 077 осіб, з них: православних — 1 044, чоловіків — 549, жінок — 528.
Наприкінці 19 століття в поселенні налічувалося 1 088 мешканців, дворів — 171, у 1906 році — 1 105 осіб, дворів — 175, у 1923 році — 1 335 мешканців, дворів — 230.
Відповідно до перепису населення СРСР 17 грудня 1926 року, чисельність населення становила 1 306 осіб, з них 619 чоловіків та 687 жінок; за національністю: українців — 1 302, євреїв — 2, поляків — 2. Кількість господарств — 278, з них несільського типу — 3.
Відповідно до результатів перепису населення СРСР, кількість населення станом на 12 січня 1989 року становила 547 осіб. Станом на 5 грудня 2001 року, відповідно до перепису населення України, кількість мешканців села становила 524 особи.

### Мова
Розподіл населення за рідною мовою за даними перепису 2001 року:
| Мова       | Кількість | Відсоток |
| ---------- | --------- | -------- |
| українська | 511       | 97.52 %  |
| румунська  | 9         | 1.72 %   |
| російська  | 3         | 0.57 %   |
| білоруська | 1         | 0.19 %   |
| Усього     | 524       | 100 %    |

## Історія
Час заснування невідомий. Згадується у 1487 році в описі Київської землі. У 1496 році надане князям Острозьким, належало до ординації до 1753 року, відколи передане до чуднівського ключа Єжи Любомирського, який продав село Понінському. Згодом перейшло до Прота Потоцького, від нього купив звягельський суддя Глинський. Потім належало до Островицьких, після них до Микуличів. Також згадується у люстрації Київського воєводства 1754 року, перебувало у посесії Новоселецького, який вносив подимне від 60 дворів.
За довідником 1885 року — колишнє поміщицьке село Мотовилівської волості Житомирського повіту Волинської губернії. Лежало на річці Случ, була церковна парафія.
Наприкінці 19 століття — село Мотовилівської волості Житомирського повіту Волинської губернії. Лежало на річці Случ, за 95 верст від Житомира, за 5 верст від найближчої поштової станції в Любарі, за 30 верст від найближчої залізничної станції Вільшанка. Дерев'яну церкву збудовано у 1751 році невідомо ким. Реконструйована у 1860 році за кошти парафіян та поміщика Микулича: церкву поставили на кам'яний підмурівок, прибудували дерев'яну дзвіницю. При церкві 40 десятин землі. На землю була ерекція, видана 31 січня 1731 року поміщиком Казимиром Островицьким. Також було понад 10 десятин спірної землі, справа по якій розпочалася у 1858 році. Парафія належала до 4 благочинного округу Житомирського повіту. До парафії належало сільце Карань. У 1886 році в парафії було 129 дворів, вірян 1 000 обох статей, римокатоликів 36, євреїв 34. Великі землевласники: Барановський, Гребнецький, Пухкий, Соляр, Клименко.
У 1906 році — село Мотовилівської волості (4-го стану) Житомирського повіту Волинської губернії. Відстань до губернського та повітового центру м. Житомир становила 103 версти, до волосного центру с. Мотовилівка — 10 верст. Поштове відділення — містечко Любар.
У березні 1921 року, в складі волості, передане до новоутвореного Полонського повіту Волинської губернії. У 1923 році включене до складу новоствореної Гриновецької сільської ради, яка 7 березня 1923 року увійшла до складу новоутвореного Любарського району Житомирської округи; адміністративний центр ради. Розміщувалося за 6 верст від районного центру міст. Любар. 27 червня 1925 року Любарський район передано до складу Бердичівської округи. Відстань до районного центру, міст. Любар — 5 верст, до окружного центру в Бердичеві — 64 версти, до найближчої залізничної станції Печанівка — 24 версти.
11 січня 1960 року, відповідно до рішення Житомирського облвиконкому № 2 «Про зміни в адміністративно-територіальному поділі сільських рад в районах області», центр Гриновецької сільської ради перенесено до с. Пединки з перейменуванням її на Пединківську. 8 травня 1961 року, відповідно до рішення Житомирського облвиконкому № 425 «Про зміни в адміністративно-територіальному поділі Стрижівської і Пединківської сільських рад Любарського району», село підпорядковане Стрижівській сільській раді Любарського району. 30 грудня 1962 року, в складі сільської ради, передане до Дзержинського району Житомирської області. 7 січня 1963 року, відповідно до рішення Житомирського облвиконкому № 16 «Про об'єднання та ліквідацію деяких сільських і селищних рад», село передане до складу Пединківської сільської ради Дзержинського району. 4 січня 1965 року, в складі сільської ради, передане до відновленого Любарського району. 10 травня 1972 року, відповідно до рішення Житомирського облвиконкому № 194 «Про ліквідацію, утворення, окремих сільрад та зміни в адміністративному підпорядкуванні деяких населених пунктів Любарського і Малинського районів», село підпорядковане Малобраталівській сільській раді Любарського району.
10 березня 2017 року включене до складу новоутвореної Любарської територіальної громади Любарського району Житомирської області. Від 19 липня 2020 року, разом з громадою, в складі новоствореного Житомирського району Житомирської області.

## Відомі люди
- Клименко Григорій Гнатович (1906—1995) — Герой Радянського Союзу.